# Удружењe историчара Републике Српске „Милорад Екмечић”
Удружење историчара Републике Српске "Милорад Екмечић" (УИРС) је званично удружење историчара Републике Српске. Многи значајни историчари Републике Српске су чланови овог друштва. Удруже окупља наставнике и професоре историје, студенте историје и друге научнике и стручне раднике у области историје из Републике Српске, али и историчаре ван Српске који раде на промоцији историјске науке. Како је наглашено на оснивачкој скупштини, која је окупила велики број историчара, ово удружење ће радити на унапрјеђивању научно-истраживачке дјелатности из области историје, а планирано је, између осталог, и да издају специјализовани часопис. Удружење историчара Српске, је понијело име по чувеном српском историчару, академику и члану Сената Републике Српске, Милораду Екмечићу који је преминуо 29. августа 2015. године.

## Историја
Оснивачка скупштина Удружења историчара Републике Српске "Милорад Екмечић" одржана је у Бањалуци, 12. децембра 2015. године, а за предсједника је изабран Драга Мастиловић, декан Филозофског факултета Универзитета у Источном Сарајеву. Боривоје Милошевић изабран је за потпредсједника Удружења, а на оснивачкој скупштини именован је и Управни одбор.
Међу циљевима је стручна и научна помоћ и сви остали видови сарадње са државним институцијама које се на било који начин баве историјом, као што су архиви, музеји, заводи за заштиту споменика културе, институти, школе и факултети. Циљеви су и да се популаризује историјска наука и јача положај историје као наставног предмета и положаја наставника историје у основним, средњим школама и факултетима, врши стручно усавршавање чланова, подстиче издавачка дјелатност и научно-истраживачки рад у области историографије.

### Прва управа
- Драга Мастиловић, предсједник
- Боривоје Милошевић, потпредсједник
- Бошко Бранковић, предсједник Управног одбора